# Douzillac
Douzillac – miejscowość i gmina we Francji, w regionie Nowa Akwitania, w departamencie Dordogne.
Według danych na rok 1990 gminę zamieszkiwało 628 osób, a gęstość zaludnienia wynosiła 37 osób/km² (wśród 2290 gmin Akwitanii Douzillac plasuje się na 624. miejscu pod względem liczby ludności, natomiast pod względem powierzchni na miejscu 657.).